# Giro dell'Umbria 1990
Il Giro dell'Umbria 1990, quarantanovesima edizione della corsa, si svolse il 4 agosto 1990. La vittoria fu appannaggio dell'italiano Massimo Ghirotto il quale precedette l'argentino Daniel Castro e il connazionale Edoardo Rocchi.

## Ordine d'arrivo (Top 10)
| Pos. | Corridore            | Squadra               | Tempo |
| ---- | -------------------- | --------------------- | ----- |
| 1    | Massimo Ghirotto     | Carrera-Vagabond      | ?     |
| 2    | Daniel Castro        | Amore & Vita-Fanini   | ?     |
| 3    | Edoardo Rocchi       | Italbonifica-Navigare | ?     |
| 4    | Alberto Elli         | Ariostea              | ?     |
| 5    | Francesco Cesarini   | Del Tongo-Rex         | ?     |
| 6    | Alberto Volpi        | Château d'Ax Salotti  | ?     |
| 7    | Pëtr Ugrjumov        | Alfa Lum              | ?     |
| 8    | Pascal Richard       | Helvetia-La Suisse    | ?     |
| 9    | Alessandro Giannelli | Carrera-Vagabond      | ?     |
| 10   | Roberto Conti        | Ariostea              | ?     |